# Урош Мацерл
Урош Мацерл (словен. Uroš Macerl; нар. 4 липня 1968) — органічний фермер і екологічний активіст зі Словенії. У 2017 році після того, як він очолив успішний судовий розгляд проти компанії, яка керує цементною піччю що спалювала небезпечні відходи поблизу його ферми він отримав екологічну премію Goldman.

## Біографія
Ферма, що належить родині Мацерла, стоїть на пагорбі поблизу міста Трбовлє. Забруднення повітря від сусідніх заводів протягом тривалого часу вплинуло на людей і дику природу в регіоні. Мацерл виріс на фермі, яка належала тоді його діду; він розповідав, що пам'ятає наслідки забруднення вугільним пилом на фермі, свідком яких він був у дитинстві. Мацерл, який почав керувати фермою, коли йому було 23 роки, перейшов на вирощування овець на своїй території після того, як зростання забруднення повітря не дозволяло йому вирощувати врожай. Регіон, у якому жив Мацерл у центральній Словенії, мав історію із забрудненням повітря через викиди промислових міст. Рівень онкологічних та респіраторних захворювань серед дітей у цьому районі був вище середнього. Останніми роками Європейський Союз запровадив стимули для компаній, які бажають спалювати джерела енергії, такі як «медичні відходи, старі шини та інші промислові відходи», замість вугілля. У результаті такої політики такі компанії, як Lafarge Cement, почали ремонт старих промислових підприємств для використання нового палива. Lafarge розпочав спалювати нафтовий кокс, побічний продукт переробки нафти, на 130-річному цементному заводі. Відомо, що як виробництво цементу, так і спалювання коксу є процесами, які дуже забруднюють довкілля.
Сімейна ферма Мацерла стояла неподалік від знову відкритого Lafarge заводу. Мацерл, президент місцевої екологічної групи під назвою Eko Krog («Еко-коло»), організував місцевих жителів для збору даних про забруднення повітря. Вони повідомили про це ЗМІ і це мало вплив. У 2009 році Lafarge подала заявку на отримання дозволу на спалювання небезпечних відходів на заводі; Майно Мацерл проживав у зоні, яка, за словами компанії, буде вражена викидами, що дозволило йому оскаржити дозвіл у суді. Мацерл був єдиною особою, якій юридично було дозволено оскаржити це питання у Європейській комісії, де судова боротьба розпочалася від місцевих органів влади. Комісія ухвалила рішення на користь жителів міста в 2015 році, і Lafarge була змушена припинити виробництво цементу на заводі. У 2017 році Мацерл був нагороджений екологічною премією Goldman, яку словенські ЗМІ описують як Нобелівську премію за екологічну активність. Судова боротьба Мацерла привела до того, що він розлучився зі своєю дружиною. Він сказав, що його зусилля навчили його трьох дітей, «що боротьба варта того».